# Aleksandra Bednarz
Aleksandra Bednarz (ur. 17 listopada 1984) – polska aktorka, kuratorka sztuki, producentka kreatywna i pedagog teatru.

## Życiorys
Jest absolwentką Wydziału Aktorskiego PWSFTviT w Łodzi (2007), Podyplomowych Studiów Menedżerskich w zakresie Zarządzania dla Twórców, Artystów i Animatorów Kultury na Uniwersytecie Warszawskim (2016) i Komunikacji Międzykulturowej na Szanghajskiej Akademii Teatralnej (2022).
W teatrze zadebiutowała jako studentka, na koncie ma liczne role stworzone na deskach zarówno teatrów instytucjonalnych, jak i na scenach niezależnych, występuje również w filmach, serialach i teledysku Ørganka „Mississippi w ogniu”.
W 2009 otrzymała nagrodę za najlepszą rolę żeńską w Konkursie na Wystawienie Polskiej Sztuki Współczesnej, za rolę „Ona” w spektaklu „2084” w reżyserii Michała Siegoczyńskiego, w 2010 otrzymała nagrodę Polskiego Kina Niezależnego im. Jana Machulskiego dla najlepszej aktorki za rolę Magdy w filmie „Druciki”, w 2014 za rolę Mairead w spektaklu „Porucznik z Inishmore” w reżyserii Any Nowickiej została uhonorowana nagrodą za najlepszą rolę drugoplanową na Pierwszym Festiwalu Martina McDonagha w Perm.
Od 2015 pełni funkcję wiceprezeski zarządu w Stowarzyszeniu ON/OFF, w którym tworzy, pozyskuje środki finansowe i realizuje projekty artystyczne, z zakresu edukacji kulturowej i pedagogiki teatru. Jest autorką takich projektów jak „Projekt Wielki Błękit” w ramach którego stworzyła wraz z podopiecznymi Schroniska dla Nieletnich i Zakładu Poprawczego w Falenicy spektakl teatralny czy „Ja kocham” – spektakl z międzypokoleniową grupą kobiet. Stworzone przez nią projekty z zakresu pedagogiki teatru to między innymi Lato w teatrze w Rycerce Górnej (2015 i 2016), Lato w teatrze w Soli (2017). Współpracowała także z założoną przez tancerza i choreografa Mikołaja Mikołajczyka grupą GS Zakrzewo i wystąpiła w spektaklu „Projekt Jezioro Łabędzie”, który był prezentowany między innymi w Domu Polskim w Zakrzewie, na Festiwalu Malta w Poznaniu czy w Starym Browarze w Poznaniu.
Współpracowała jako kuratorka i aktorka z grupą artystyczną Instytut B61 m.in. tworzyła spektakl pt. „Ewolucja Gwiazd” w trakcie festiwalu The Story of Space w Panjim w Indiach (2017), Festiwalu TREMOR na Azorach (2019), na Festiwalu Starmus w Erywaniu (2022).
Producentka kreatywna wystawy „Experiments with Imagination” na Bienale w Kochi w Indiach. Współreżyserka spektaklu immersyjnego „Welcome to Earth” Instytutu B61 w produkcji Studia Science Now, który został zaprezentowany w ramach Inicjatywy Europejskiej Agencji Kosmicznej – Direction Earth/Space. Współreżyserka wraz z Janem Świerkowskim i Marią Joao Gouveia spektaklu „Powrót” wyprodukowanego przez Estudio13, stworzonego we współpracy z Instytut B61 w Centrum Sztuki Współczesnej Arquipelago na Sao Miguel na Azorach. Współpracowała jako kuratorka oraz członkini zespołu programowo-organizacyjnego przy tworzeniu i realizacji pierwszej edycji Festiwalu Nowe Obroty w Toruniu.
Inne projekty współpracy międzynarodowej to projekt HERSTORY, który był prezentowany w Shanghai Himalayas Museum w Szanghaju, stworzony wraz z grupą artystyczną Art|A|Part performans INERTIA będący dialogiem z instalacją artystyczną Nici Jost Pink Plastic Bag from Taobao 2018, prezentowany w galerii ArtCN w Szanghaju (2021) czy rola w spektaklu MoFei w reżyserii Krystiana Lupy.
Jest stypendystką Ministra Kultury i Dziedzictwa Narodowego i Prezydenta Miasta Toruń, jest również członkinią International Theatre Institute ITI.

## Teatr
W teatrze zadebiutowała jako studentka szkoły filmowej na deskach Teatru Studyjnego PWSFTviT w Łodzi w 2006. W sztuce 2084 Michała Siegoczyńskiego występuje w Teatrze Powszechnym im. Jana Kochanowskiego w Radomiu oraz w Teatrze na Woli im. Tadeusza Łomnickiego w Warszawie (spektakl jest koprodukcją). W latach 2011–2017 była na stałe związana z Teatrem im. Wilama Horzycy w Toruniu, współpracowała także z Teatrem Polskim w Poznaniu, Teatrem Polskim im. Hieronima Konieczki w Bydgoszczy, Teatrem Scena Prezentacje w Warszawie i Teatrem Powszechnym w Warszawie. W 2022 zagrała u boku Wanga Xuebinga w spektaklu Mo Fei w reżyserii Krystiana Lupy w Chinach.

### Spektakle teatralne
- 2006: Paw królowej (reż. Łukasz Kos)
- 2006: Lepsi (reż. Agnieszka Olsten)
- 2007: Bobok jako Lebieziatnikow (reż. Grigorij Lifanow)
- 2007: Świętoszek jako Doryna (reż. Michał Staszczak)
- 2009: 2084 jako Ola (reż. Michał Siegoczyński)[26]
- 2009: Mistrz i Małgorzata jako Małgorzata / Natasza (reż. Grigorij Lifanov)
- 2009: Romeo i Julia jako Julia (reż. Katarzyna Deszcz)
- 2010: Królowe Brytanii jako Elżbieta (reż. Przemysław Wojcieszek)
- 2011: Gody życia jako Stefania (reż. Iwona Kempa)
- 2011: Ofelie jako Camille Claudel (reż. Wiktor Rubin)
- 2012: Porucznik z Inishmore jako Mairead (reż. Ana Nowicka)
- 2012: Klara jako Wronka (reż. Piotr Kruszczyński)
- 2013: Body Art jako Lea (reż. Ana Nowicka)
- 2013: Pippi Pończoszanka jako Pippi (reż. Adam Biernacki)
- 2013: Udając Ofiarę jako Olga (reż. Bartosz Zaczykiewicz)
- 2014: Rosencrantz i Guildenstern nie żyją jako Ofelia (reż. Cezary Iber)
- 2014: Detroit. Historia Ręki (reż. Wiktor Rubin)
- 2015: Cyber Cyrano jako Heni (reż. Ula Kijak)
- 2016: Krzyżacy jako Dwórka 3 (reż. Michał Kotański)
- 2016: Hedda Gabler jako Hedda Gabler (reż. Agata Dyczko)
- 2017: Flupy ewolucji (reż. Agata Dyczko)
- 2018: Robo i Osobo (reż. Agata Dyczko)
- 2022: Mo Fei jako Journalist from Oland (reż. Krystian Lupa)

## Filmy i seriale
Na małym ekranie w 2005 zadebiutowała epizodyczną rolą w serialu Plebania. Widzom telewizji jest znana głównie za sprawą seriali telewizyjnych Kopciuszek, w którym wcieliła się w rolę Natalii Bielawskiej, oraz Klan, w którym gra Adriannę Drzewiecką, koleżankę Oli Lubicz, rywalizującą z nią o względy profesora Smosarskiego.

### Filmografia
- 2002–2010: Samo życie – jako pielęgniarka
- 2005: Plebania – jako Olga (odc. 607)
- 2006–2007: Kopciuszek – jako Natalia Bielawska
- 2006: Magda M. – jako klientka (odc. 32)
- 2007–2009: Klan – jako Adrianna Drzewiecka, wolontariuszka z ośrodka dla dzieci z patologicznych rodzin „Koliber”
- 2007: Codzienna 2 m. 3 – jako policjantka (odc. 45)
- 2007: Faceci do wzięcia (odc. 35)
- 2009: BrzydUla – jako Iwona Karasińska
- 2009: Sprawiedliwi – jako Ewa, koleżanka Basi (odc. 2)
- 2009: Druciki – jako Magda
- 2009: Naznaczony – jako Anna, siostra Izy (odc. 8)
- 2010: Cudowne lato – jako ekspedientka
- 2010: Różyczka
- 2011: Z miłości – jako Agnieszka
- 2011: Wiadomości z drugiej ręki – jako Lilka
- 2011: Prosto z nieba – jako kochanka męża tłumaczki Olki
- 2011: Jak się pozbyć cellulitu – jako mama na placu zabaw
- 2012: Pierwsza miłość – jako Agnieszka Futerko
- 2012: M jak miłość – jako Luiza, koleżanka Joanny (odc. 918, 921 i 923)
- 2013: Prawo Agaty – jako Justyna Migałło, wnuczka Lucjana (odc. 33)
- 2013: Płynące wieżowce – jako Weronika
- 2013: Na dobre i na złe – jako Greta, kochanka Ludwika (odc. 517)
- 2013: Komisarz Alex – jako Marta Wiśniewska
- 2015: Arkansas[27]
- 2017: Za zdrowie słońca[28]

## Dubbing
- 2009: Ciekawski George 2 – jako Bloomsberry